# Never Boring
Never Boring (Nunca aburrido) es un box set del trabajo en solitario de Freddie Mercury, lanzado el 11 de octubre de 2019. El box set contiene tres CD que incluyen una nueva compilación de 12 pistas con una selección de actuaciones en solitario de Freddie, una edición especial de 11 pistas remezcladas de Mr. Bad Guy y la edición especial de nueve pistas de 2012 de Barcelona con una orquesta completa.
Además de los CD, el box set también contiene un Blu-ray y DVD de los videos promocionales de Mercury y sus actuaciones con Montserrat Caballé, ocho de los cuales se han remontado a partir de las películas originales de 35 mm para una mejor calidad visual y de sonido. 
El álbum fue compilado por el equipo de sonido de Queen, Justin Shirley-Smith, Kris Fredriksson y Joshua J Macrae.

## Lista de canciones
Adaptado de Amazon .

### Never Boring(compilación de 12 pistas)[5]
| N.º | Título                                                    | Duración |  |
| 1.  | «The Great Pretender» (2019 Special Edition)              | 3:27     |  |
| 2.  | «I Was Born to Love You» (2019 Special Edition)           | 3:38     |  |
| 3.  | «Barcelona» (2012 Orchestrated Version)                   | 5:42     |  |
| 4.  | «In My Defence» (2000 Remix)                              | 3:52     |  |
| 5.  | «Love Kills» (2019 Special Edition)                       | 4:29     |  |
| 6.  | «How Can I Go On» (2012 Orchestrated Single Version)      | 3:58     |  |
| 7.  | «Love Me Like There's No Tomorrow» (2019 Special Edition) | 3:45     |  |
| 8.  | «Living on My Own» (1993 Radio Mix)                       | 3:37     |  |
| 9.  | «The Golden Boy» (2012 Orchestrated Single Edit)          | 5:12     |  |
| 10. | «Time Waits for No One»                                   | 3:19     |  |
| 11. | «She Blows Hot And Cold» (2019 Special Edition)           | 3:25     |  |
| 12. | «Made in Heaven» (2019 Special Edition)                   | 4:11     |  |

### Mr. Bad Guy(Edición Especial 2019)
| N.º | Título                                 | Duración |  |
| 1.  | «Let's Turn It On»                     | 3:43     |  |
| 2.  | «Made in Heaven»                       | 4:07     |  |
| 3.  | «I Was Born to Love You»               | 3:39     |  |
| 4.  | «Foolin' Around»                       | 3:30     |  |
| 5.  | «Your Kind of Lover»                   | 3:35     |  |
| 6.  | «Mr. Bad Guy»                          | 4:10     |  |
| 7.  | «Man Made Paradise»                    | 4:10     |  |
| 8.  | «There Must Be More to Life Than This» | 3:02     |  |
| 9.  | «Living on My Own»                     | 3:24     |  |
| 10. | «My Love Is Dangerous»                 | 3:44     |  |
| 11. | «Love Me Like There's No Tomorrow»     | 3:47     |  |

### Barcelona(Edición Orquestada de 2012)
| N.º | Título                   | Duración |  |
| 1.  | «Barcelona»              | 5:43     |  |
| 2.  | «La Japonaise»           | 4:52     |  |
| 3.  | «The Fallen Priest»      | 5:47     |  |
| 4.  | «Ensueño»                | 4:23     |  |
| 5.  | «The Golden Boy»         | 6:04     |  |
| 6.  | «Guide Me Home»          | 2:50     |  |
| 7.  | «How Can I Go On»        | 3:50     |  |
| 8.  | «Exercises in Free Love» | 3:57     |  |
| 9.  | «Overture Piccante»      | 6:45     |  |

### Never Boring(Blu-ray / DVD)
| N.º | Título                                            | Duración |  |
| 1.  | «Made in Heaven»                                  | 4:14     |  |
| 2.  | «The Great Pretender»                             | 3:26     |  |
| 3.  | «Living on My Own»                                | 3:10     |  |
| 4.  | «Barcelona»                                       | 4:30     |  |
| 5.  | «I Was Born to Love You»                          | 3:39     |  |
| 6.  | «Time Waits for No One»                           | 3:31     |  |
| 7.  | «In My Defence»                                   | 3:53     |  |
| 8.  | «Living on My Own» (Radio Mix)                    | 3:41     |  |
| 9.  | «The Golden Boy» (La Nit performance, Barcelona)  | 6:03     |  |
| 10. | «How Can I Go On» (La Nit performance, Barcelona) | 3:48     |  |
| 11. | «Barcelona» (La Nit performance, Barcelona)       | 5:50     |  |

| Bonus videos |                                                 |          |  |
| N.º          | Título                                          | Duración |  |
| 12.          | «Freddie Mercury & Dave Clark “Time” Interview» | 3:37     |  |
| 13.          | «The Great Pretender» (Extended Version)        | 5:54     |  |
| 14.          | «Barcelona» (Ku Klub performance, Ibiza)        | 5:18     |  |

## Posiciones
| Lista(2019)                     | Posición más alta |
| ------------------------------- | ----------------- |
| Bélgica (Ultratop flamenca)     | 62                |
| Bélgica (Ultratop valona)       | 37                |
| Países Bajos (Album Top 100)    | 54                |
| Alemania (Media Control Charts) | 23                |
| Japón (Oricon)                  | 29                |
| Reino Unido (UK Albums Chart)   | 18                |